# Dyckia martinellii
Dyckia martinellii là một loài thực vật có hoa trong họ Bromeliaceae. Loài này được B.R.Silva & Forzza mô tả khoa học đầu tiên năm 2004.